# فروچو ناوو
فروچو ناوو (ایتالیایی: Ferruccio Novo; ۲۲ مارس ۱۸۹۷ – ۸ آوریل ۱۹۷۴) بازیکن فوتبال اهل ایتالیا بود.

## باشگاهی
از باشگاه‌هایی که در آن بازی کرده‌است می‌توان به باشگاه فوتبال تورینو اشاره کرد.

## مدیریت
ناوو از سال ۱۹۴۹ تا ۱۹۵۰ به عنوان رئیس کمیته فنی سرمربی تیم ملی فوتبال ایتالیا بوده‌است.